# Éder Sader
Eder Simão Sader (São Paulo, 7 de agosto de 1941 — São Paulo, 21 de maio de 1988) foi um sociólogo brasileiro. Era irmão do cientista político Emir Sader.

## Biografia
Eder Sader foi militante político e docente na USP. Quando estudante de Ciências Sociais na Faculdade de Filosofia da Universidade de São Paulo, foi um dos fundadores da Organização Revolucionária Marxista Política Operária (POLOP), junto com Ruy Mauro Marini, Vânia Bambirra, Theotônio dos Santos, Michel Löwy e outros. Durante a ditadura militar, deixou o Brasil e, em 1971, exilou-se no Chile, onde foi professor e pesquisador, primeiro da Universidade Católica de Santiago e, posteriormente, da Universidade de Concepción,  iniciou suas pesquisas sobre os movimentos sociais urbanos, que tiveram grande importância durante o governo da Unidade Popular, entre 1970 e 1973. Foi também militante do MIR até 1973, quando ocorre o golpe de Estado.  Novamente buscou asilo político, dessa vez na França, em 1974. Lá permaneceu até 1979, trabalhando como professor da  Universidade Paris VIII Vincennes - Saint-Denis. Ao regressar ao Brasil, tornou-se docente de Sociologia na USP. Foi um dos fundadores do Partido dos Trabalhadores.
Hemofílico, Eder Sader contraiu o HIV, provavelmente em 1985, em uma das transfusões de sangue que periodicamente era obrigado a fazer. Faleceu, em 1988, de complicações decorrentes da AIDS.
Em São Paulo, há  uma escola pública municipal (no Sapopemba) e uma praça (na Vila Madalena) com seu  nome.

## Obras

### Livros
- Um Rumor de Botas, 1982.
- Mao Tse-Tung, 1982.
- Che Guevara: Política, 1985.
- Marxismo e Teoria da Revolução Proletária, 1986.
- Quando Novos Personagens Entraram em Cena, 1988.

### Artigos (lista parcial)
- Teste antiaids e as transfusões,  Folha de S.Paulo, 19 de janeiro de 1988, p. A-18
- Duas invasões (1988). In: Maria Antônia: uma rua na contramão. Nobel: 1988.

Com  Maria Célia Paoli:
- Sobre “classes populares” no pensamento sociológico brasileiro. In: DURHAM, Eunice e CARDOSO, Ruth. A Aventura Antropológica: Teoria e Pesquisa. 4ª. ed. Rio de Janeiro. Paz e Terra, 1986, p. 39- 67.